# Sobrevivendo ao Natal
Sobrevivendo ao Natal (em inglês:  Surviving Christmas) é um filme norte-americano do gênero comédia, dirigido por Mike Mitchell, escrito por Harry Elfont, Deborah Kaplan, Jeffrey Ventimilia, e Joshua Sternin,  baseado em uma história de Elfont e Kaplan, e estrelado por Ben Affleck, James Gandolfini, Christina Applegate, Catherine O'Hara, Josh Zuckerman, Bill Macy e Jennifer Morrison.
Apesar de ser um filme de Natal, a DreamWorks SKG lançou o filme no final de outubro. Isto deveu-se ao fato do lançamento em dezembro de 2003, para evitar colidir com outro filme de Affleck, Paycheck. O filme teve críticas negativas e foi um fracasso de bilheteria, arrecadando US$15,1 milhões em todo o mundo a partir de um orçamento de US$45 milhões. Foi lançado em DVD em 21 de dezembro de 2004, a apenas dois meses depois teve seu lançamento nos cinemas.

## Sinopse
Drew Lathan (Ben Affleck) é um homem rico, que está cansado de passar o Natal sozinho. Ele decide retornar à casa onde cresceu, na esperança de recuperar o espírito natalino e as grandes festas da época. Porém há um problema: no local vive uma família completamente desconhecida, os Valco. Decidido a ter novamente um Natal em família, Drew faz uma insólita proposta: oferece US$ 250 mil aos Valco para que eles sejam sua família no Natal. Tom (James Gandolfini), o chefe da família, topa o acordo. Mas a convivência de Drew com os Valco não será das mais fáceis.

## Elenco
- Ben Affleck .... Drew Latham
- James Gandolfini .... Tom Valco
- Christina Applegate .... Alicia Valco
- Catherine O'Hara .... Christine Valco
- Josh Zuckerman .... Brian Valco
- Bill Macy .... Doo-Dah/Saul
- Jennifer Morrison .... Missy Vangilder
- Udo Kier .... Heinrich
- David Selby .... Horace Vangilder
- Stephanie Faracy .... Letitia Vangilder
- Stephen Root .... Dr. Freeman
- Sy Richardson .... Doo-Dah Understudy
- Tangie Ambrose .... Kathryn
- Peter Jason .... Suit
- Ray Buffer .... Arnie
- Phill Lewis .... Advogado Levine
- Hailey Noelle Johnson .... menininha
- Sean Marquette .... irmão mais velho
- Sonya Eddy .... dama de segurança
- Tom Kenny .... homem do embrulho para presente

## Trilha sonora
A trilha sonora foi lançada em 22 de outubro de 2004.
1. It's the Most Wonderful Time of the Year por Andy Williams
2. Dance of the Sugar Plum Fairies por Ed Hartman
3. O Christmas Tree por Ben Affleck & James Gandolfini
4. Jingle Bell Rock por Chet Atkins
5. Santa Claus Is Coming to Town por Lou Rawls
6. Christmas Wrapping por The Hit Crew
7. Disco Pimp por David Hilker & John Costello
8. What's Your Name? por Lynyrd Skynyrd
9. Crash por The Primitives
10. Cherry Pie por Warrant
11. Have Yourself a Merry Little Christmas por Judy Garland
12. Feliz Navidad por José Feliciano
13. Happy Holidays (Beef Wellington Remix) por Bing Crosby
14. Away in a Manger por Nicolaus Esterházy Sinfonia
15. Coming Home por The 88
16. Christmas Wrapping por The Waitresses

## Recepção

### Bilheteria
Surviving Christmas estreou nos cinemas em 22 de outubro de 2004 em 2,750 locais, ganhando US$4,441,356 milhões no fim de semana de estreia e ocupando o sétimo lugar nas bilheterias norte-americanas e o segundo entre os novos lançamentos da semana. O filme terminou sua exibição em 23 de novembro de 2004 com US$11,663,156 no mercado interno e US$3,457,644 no exterior, totalizando um total mundial de US$15,120,800.

### Resposta da crítica
Foi classificado pelo Rotten Tomatoes como o 91ª filme nos 100 filmes de pior avaliação da década de 2000, com uma classificação de 7%. Ele também foi indicado para três prêmios Framboesa de Ouro, incluindo Pior Filme, Pior Ator (Ben Affleck; também para Jersey Girl) e Pior Roteiro.
Escrevendo na revista Entertainment Weekly, Lisa Schwarzbaum criticou: "Realmente, a crítica e o público deveria transformar pensamentos e carteiras discretamente longe de Sobrevivendo ao Natal, ignorando a visão como se Papai Noel tivesse acabado em excrementos de Donner e Blitzen". Em The New York Times, Stephen Holden concluiu: "Este é um filme que perversamente se recusa a confiar em seus próprios instintos em quadrinhos. Talvez por medo de não ter o suficiente piadas, ele lança em subtramas extras e personagens desnecessários para manter o ritmo frenético e a ação confusa".